# Jonathan Lee Riches
Jonathan Lee Riches es un estafador convicto conocido por las numerosas demandas que ha presentado en varios tribunales de distrito de los Estados Unidos. Riches fue encarcelado en el Centro Médico Federal, Lexington, Kentucky, por fraude electrónico bajo los términos de un acuerdo de colaboración premiada. Su fecha de liberación fue el 30 de abril de 2012. Fue arrestado por violar su libertad condicional federal en diciembre de 2012, cuando salió del Distrito Este del estado de Pensilvania sin permiso. Presuntamente condujo hasta Connecticut y se hizo pasar por el tío de Adam Lanza, el tirador en el incidente de la Escuela Primaria Sandy Hook.

## Historia
Desde el 8 de enero de 2006, ha presentado más de 2600 demandas en los tribunales federales de distrito de todo el país, algunas de las cuales han recibido considerable atención de la prensa. Entre los acusados más famosos de sus demandas se encuentran el entrenador de los New England Patriots, Bill Belichick, el ex presidente de los Estados Unidos, George W. Bush, la ex fiscal general de los Estados Unidos, Janet Reno, Martha Stewart, el piloto de NASCAR Jeff Gordon, el ex mariscal de campo de los Atlanta Falcons Michael Vick, el empresario Steve Jobs, el famoso bloguero Perez Hilton, los piratas somalíes, y la cantante Britney Spears. También demandó a la difunta Benazir Bhutto, Pervez Musharraf y al Servicio de Inmigración y Naturalización el 7 de noviembre de 2007, para evitar que fuera deportado a Pakistán y torturado tras su liberación de prisión en marzo de 2012. Más allá de esta demanda, no hay evidencia de ningún intento de deportar a Riches.
El 9 de abril de 2008, Riches presentó una solicitud de orden de restricción temporal en un tribunal de distrito de EE. UU. contra el editor de Grand Theft Auto Take-Two, el desarrollador Rockstar Games, FCI Williamsburg y a Grand Theft Auto en sí mismo, alegando que los demandados "me pusieron en prisión." El recluso declaró: "Los acusados contribuyeron a que el demandante cometiera un robo de identidad. Los juegos del acusado muestran sexo, drogas y violencia que me ofenden". Riches continuó: "Los acusados me encarcelaron. Me enfrento al peligro inminente de los reclusos violentos que jugaron Grand Theft Auto, que me dejarán inconsciente y se llevarán mi cruz dorada de Jesús".
Riches intentó intervenir como demandante en el escándalo de inversión de Madoff, alegando que "conoció a Bernard Madoff en eharmony.com en 2001" y le enseñó habilidades de robo de identidad a Madoff.
En mayo de 2009, Riches solicitó una orden judicial contra el Libro Guinness de los récords, buscando evitar que lo incluyeran como "el individuo más litigioso de la historia". La portavoz de Guinness, Sara Wilcox, le dijo a The Huffington Post que no existía tal listado y que no había planes para crear uno. "'El hombre más litigioso' no es algo que Guinness World Records haya monitoreado alguna vez como una categoría récord", dijo. La acción, como la gran mayoría de las presentaciones de Riches, fue desestimada.
Algunos de los acusados de Riches ni siquiera son personas sujetas a juicio. Estos incluyen el "Partido Nacional Socialista de Adolf Hitler" y las "13 tribus de Israel". Una demanda, en la que George W. Bush fue el primer acusado, también incluye otros 783 acusados que cubren 57 páginas. Incluyen a Platón, Nostradamus, Che Guevara, Jimmy Hoffa, "varios monjes budistas", todos los sobrevivientes del Holocausto, el Monumento a Lincoln, la Torre Eiffel, el USS Cole, el libro Mein Kampf, el Jardín del Edén, el Imperio Romano, el Sendero de los Apalaches, Plymouth Rock, el Santo Grial, los dioses nórdicos, el planeta enano Plutón y la totalidad del accidente de Three Mile Island.
Varias demandas de Riches han sido desestimadas por ser "frívolas, maliciosas" o por no presentar un reclamo sobre el cual se podría otorgar reparación. Willis Hunt, el juez del Tribunal de Distrito de EE. UU. que desestimó la demanda de Riches contra Vick como "una farsa", opinó que sus demandas eran claramente autopromocionales. Según el Código de EE. UU. 28 § 1915 (g), tiene prohibido proceder in forma pauperis.
En julio de 2018, Riches fue acusado por un gran jurado federal en Arizona. Está acusado de hacer declaraciones falsas y otros fraudes después de un intento de presentar una demanda contra Gabby Giffords mientras se hacía pasar por Jared Lee Loughner.
En el Día de los Inocentes de 2016 se publicó una colección de las demandas de Riches.
En noviembre de 2018, Riches autopublicó Nothing is Written in Stone: A Jonathan Lee Riches Companion, que contiene una selección de sus demandas, así como una autobiografía.